# ÖBB 1043 sorozat
Az ÖBB 1043 sorozatú mozdonyok az ÖBB Svédországban gyártott villamosmozdonyai voltak. A sorozat a svéd SJ Rb / SJ Rc sorozatnak felelt meg. A mozdonyok fokozatkapcsolóval, diódás egyenirányítóval és egyenáramú vontatómotorokkal rendelkeztek. Az ÖBB kísérleti meneteket végzett az Svéd Vasút Rb és Rc mozdonyaival a Semmeringi vasútvonalon és a Tauern-vasútvonalon, majd 10 darabot rendelt az ASEA cégtől. 1971-ben gyártották az 1043 001-003 mozdonyokat, majd a többit a következő 3 év során.
Az 1043-as sorozatot főleg Villach és Tarvisio között alkalmazták a teherforgalomban. Egy mozdonyt selejtezni kellett, 9 darab mozdonyt 2001-ben a svég Tagab magánvasútnak eladtak.